# Żółtki
Żółtki – wieś w Polsce położona w województwie podlaskim, w powiecie białostockim, w gminie Choroszcz.
Wierni kościoła rzymskokatolickiego należą do parafii św. Jana Chrzciciela i św. Szczepana w Choroszczy, a prawosławni należą do parafii Opieki Matki Bożej w Choroszczy.

## Historia
Wieś szlachecka położona była w końcu XVIII wieku  w powiecie grodzieńskim województwa trockiego Wielkiego Księstwa Litewskiego. 
W 1921 roku wieś liczyła 56 domów i 280 mieszkańców, w tym 184 katolików, 95 prawosławnych i 1 ewangelik.
W latach 1975–1998 miejscowość administracyjnie należała do województwa białostockiego.
W 1980 r. w Żółtkach dokonano badań dialektologiczno-językowych pod kierunkiem Janusza Siatkowskiego, w ramach których odnotowano, że: mieszkańcy mówią po polsku. W 1971 r. po białorusku rozmawiano jeszcze w 3 rodzinach, ale za pamięci starych ludzi gwara białoruska była we wsi powszechnie używana.

## Zabytki
- dawny budynek asesorii straży granicznej, ok. 1807, nr rej.: 597 z 14.01.1984[10].

## Transport
Przez wieś przechodzą drogi:
- trasa europejska E67: Helsinki – Kowno – Warszawa – Praga,
- droga ekspresowa S8: Kudowa-Zdrój - Wrocław - Warszawa - Białystok - Suwałki - Budzisko

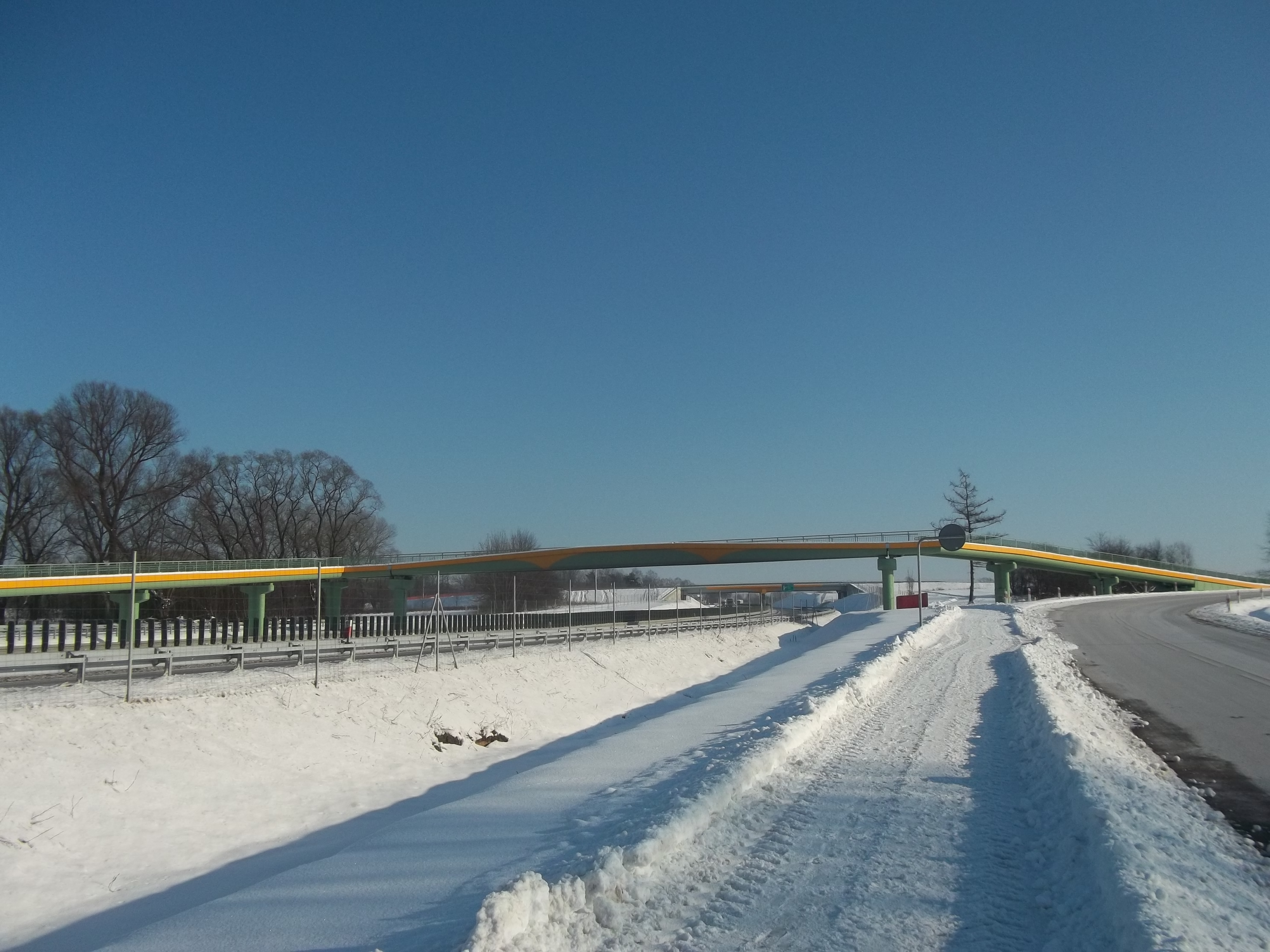
Kładka nad S8 we wsi Żółtki
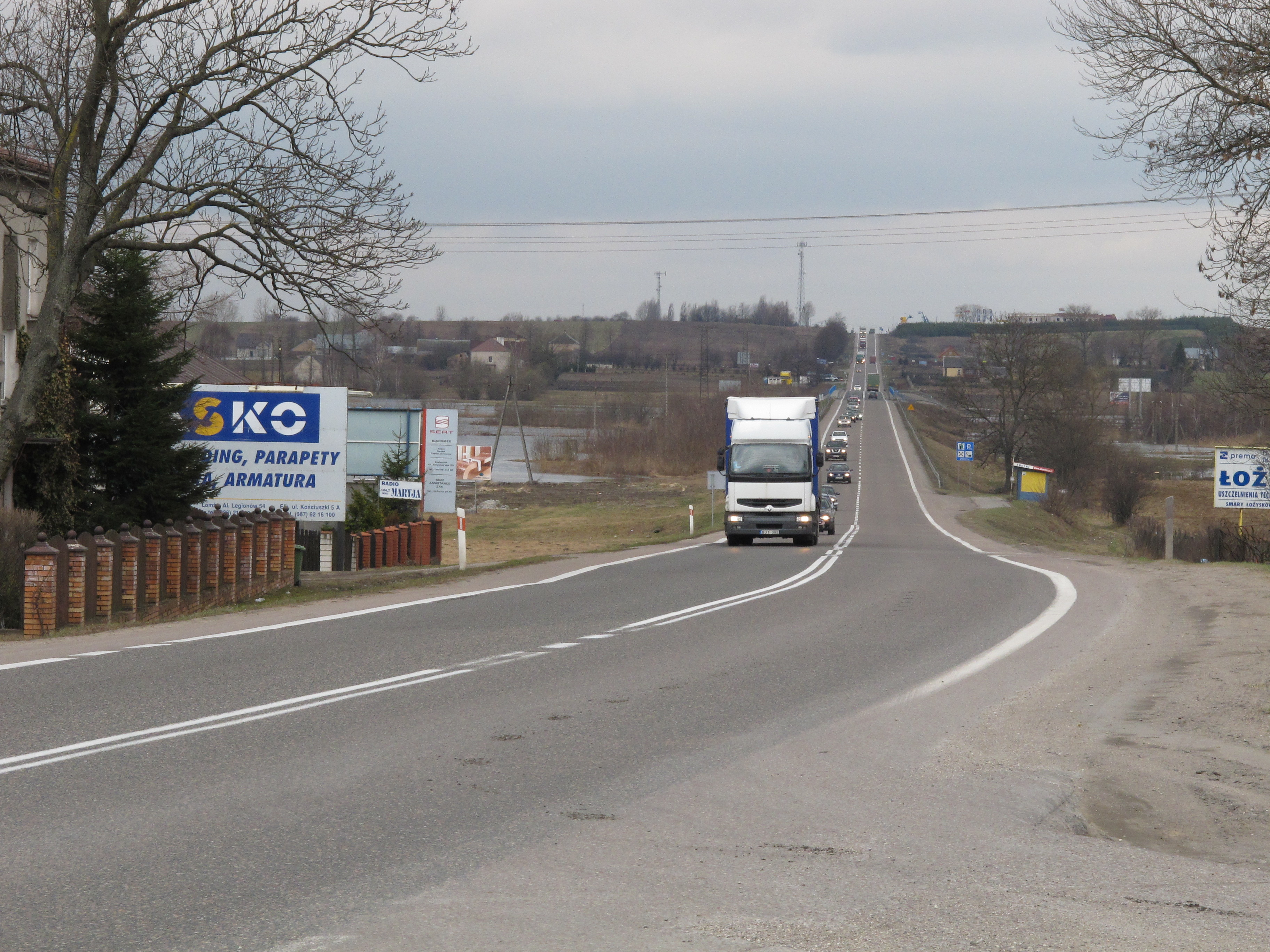
Droga krajowa nr 8 Choroszcz - Żółtki
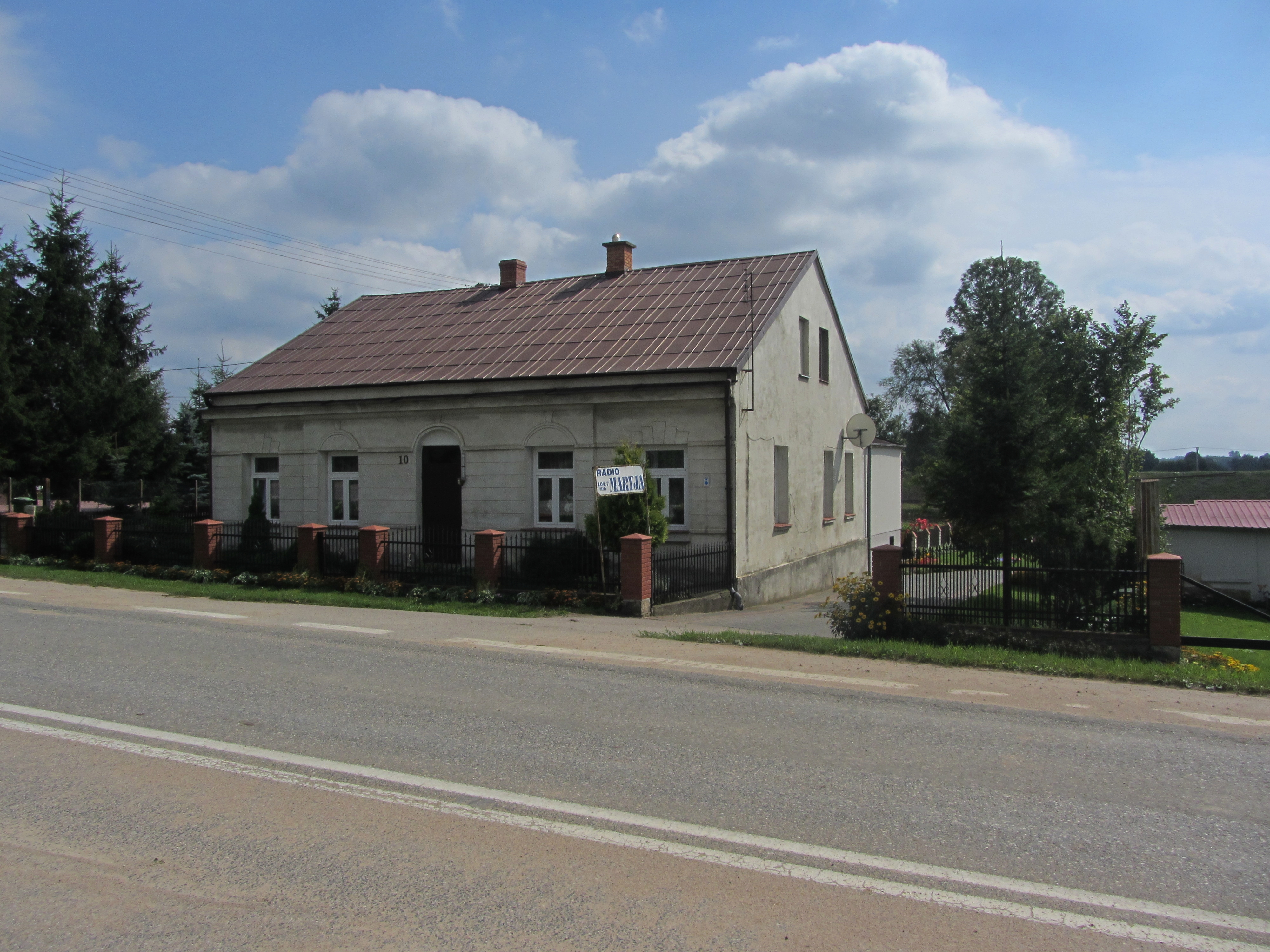
Dawny budynek asesorii straży granicznej, początek XIX w.